# Síťové tunelování
Síťové tunelování je technika používaná v počítačových sítích, která pro přenos jednoho nebo více síťových spojení používá jiné síťové spojení (odtud označení tunel). Umožňuje:
- přenášet data přes nekompatibilní sítě
- obcházet administrativní omezení určité sítě
- poskytovat zabezpečenou komunikaci přes nezabezpečenou, resp. nedůvěryhodnou síť

Virtuální privátní síť využívá tunely pro vytvoření zabezpečeného spojení počítačů (nebo počítačových sítí) pomocí nedůvěryhodné sítě (například Internet).
Technicky se tunelování provádí zabalením (zapouzdřením) datových prvků (PDU - Protocol Data Unit) přenášeného (tunelovaného) protokolu do PDU jiného protokolu. Přitom je obvykle narušeno normální pořadí vrstev, protože se PDU jedné vrstvy referenčního modelu ISO/OSI balí (zapouzdřuje) do PDU vyšší nebo stejné vrstvy.

## Příklady
Tunelování se často využívá v případě, že je z nějaké sítě povoleno připojení do Internetu pouze určitým protokolem (např. HTTP). Pokud je v Internetu k dispozici další počítač, může se s jeho pomocí skrze HTTP protokol vytvořit tunel pro další protokoly. Zdrojová stanice komunikuje skrze tunel (pomocí HTTP spojení) se serverem v Internetu, který komunikaci z tunelu vyjme a odesílá na zvolené cílové místo určení (již bez pomoci tunelu).
Tunelování IP protokolu je možné též přes DNS protokol.

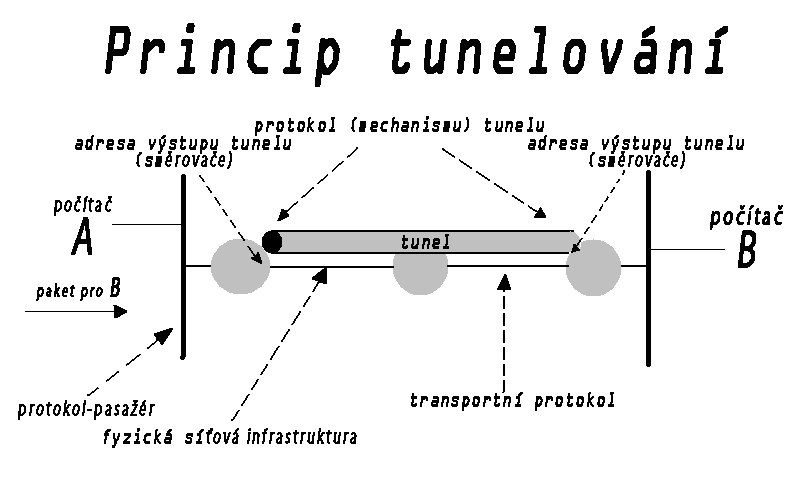
Síťové tunelování

Často se používá tunelování přes SSH spojení, čímž lze zajistit, že přenášená data budou zašifrována, i když samotný tunelovaný protokol šifrování nepodporuje.
Tunely mohou využívat aktivní síťové prvky - směrovače a přepínače. Správce sítě pomocí konfigurace těchto aktivních síťových prvků zbuduje tunel a upřesní jeho vlastnosti, mezi než spadá typ přenášeného protokolu, typ přenosového (tunelovacího) protokolu, mechanismus tunelování a adresy konečných uzlů tvořících začátek a konec tunelu.